# Mátyás Árpád
Mátyás Árpád (Szováta, 1941. augusztus 9.[forrás?] – Zalaegerszeg[forrás?], 2022. május 1.) romániai magyar újságíró, riporter.

## Élete és munkássága
Középiskolát Székelyudvarhelyen végzett 1958-ban, a marosvásárhelyi Pedagógiai Főiskolán magyar-román szakos tanári oklevelet szerzett, a bukaresti egyetemen pedig román szakot végzett. Ezután közművelődési irányító lett Sepsiszentgyörgyön, s ugyanitt az Előre állandó munkatársa lett. Szász János véleménye szerint riporteri munkásságával „megvallott mestere, Orbán Balázs gyűjtőszenvedélyével rögzíti” a Székelyföld életét. 1990-től a magyarországi Pacsán[forrás?] élt.
Egy összehasonlító népköltészeti tanulmányában a Miorița (’Bárányka’) című népballada motívumait követi japán és marokkói alkotásokban a sepsiszentgyörgyi Cuvîntul Nou című folyóirat 1968/43-as számában megjelent cikkében. A Megyei Tükör című lapban leközölte a Balog Józsi balladájának új háromszéki változatát (1969/98).

## Kötete
- Szülőföld hívása című riportkötet (1982).